# Беньямінас Зелькявічюс
Беньямі́нас Ві́кторович Зелькя́вічюс (лит. Benjaminas Zelkevičius, нар. 6 лютого 1944, Каунас) — радянський футболіст, нападник. По завершенні ігрової кар'єри — радянський та литовський футбольний тренер.
Як гравець насамперед відомий виступами за вільнюській «Жальгіріс».

## Ігрова кар'єра
У дорослому футболі дебютував 1961 року виступами за команду клубу «Банга» (Каунас), в якій провів два сезони.
Своєю грою за цю команду привернув увагу представників тренерського штабу клубу «Жальгіріс», до складу якого приєднався 1963 року. Відіграв за клуб з Вільнюса наступні шість сезонів своєї ігрової кар'єри. Більшість часу, проведеного у складі «Жальгіріса», був основним гравцем атакувальної ланки команди.
Протягом 1968 року пробував сили у складі донецького «Шахтаря», втім закріпитися в команді не зміг.
У 1969 року повернувся до «Жальгіріса», за який провів ще п'ять сезонів. Граючи у складі «Жальгіріса», знову здебільшого виходив на поле в основному складі команди. Завершив професійну кар'єру футболіста виступами за команду «Жальгіріс» у 1973 році.

## Кар'єра тренера
Розпочав тренерську кар'єру, повернувшись до футболу після невеликої перерви, 1977 року, очоливши тренерський штаб клубу «Жальгіріс». У своєму дебютному тренерському сезоні вивів команду до першої ліги радянської футбольної першості, а ще за п'ять років, у 1982, — до вищої ліги чемпіонату СРСР. Втім вже на початку 1983 тренер був змушений полишити команду через конфлікт з низкою ключових гравців.
1985 року повернувся до «Жальгіріса», де пропрацював до 1991 року.
1990 року став першим головним тренером відновленої збірної Литви. Працював з національною командою країни до 1991 та згодом, протягом 1995—1997 та 2000—2003 років.
На клубному рівні, крім «Жальгіріса», очолював команди російських клубів «КАМАЗ», «Шинник» та «Балтика», латвійського «Металургса» (Лієпая).
Наразі останнім місцем тренерської роботи був клуб «Промінь-Енергія», команду якого Беньямінас Зелькявічюс очолював як головний тренер 2009 року.